# Luke Benward
Luke Aaron Benward (Franklin, Tennessee, 12 de maio de 1995), é um ator, cantor e dublador estadunidense, mais conhecido por seu papel como "Billy Forrester" no filme Zoando na Escola e como "Will Cloud" no filme original da Disney Channel de 2014,Cloud 9 e também como "Charlie Tuttle" no filme da Disney Channel de 2008, Minutemen: Viajantes do Tempo. Benward também desempenhou o papel de "Nicky" em Mostly Ghostly: Who Let the Ghosts Out? e "Stevie Dewberry" no filme Because of Winn-Dixie. Aos sete anos de idade, Luke apareceu no videoclipe Concrete Angel de Martina McBride.

## Biografia
Filho do compositor e cantor Aaron Benward e da atriz em tempo parcial, modelo e professora de teatro Kenda Benward, Luke nasceu no Tennessee e tem duas irmãs mais novas, Gracie e Ella Benward. Seu pai Aaron Benward faz dupla com seu avô, Jeoffrey Benward que juntos formam a dupla Blue County. Luke frequentou a Grassland Middle School, no Condado de Williamson, Tennessee.
Luke gosta de jogar futebol, tocar guitarra e breakdance. Benward ganhou um Young Artist Awards por sua atuação em Zoando na Escola, na categoria Melhor Elenco Jovem em um Longa-Metragem.
Luke é a quarta geração de cantores em sua família, tendo seu bisavô, avô e pai cantores. Em 2009 Luke lançou o EP Let Your Love Out, tendo como single a música "Everyday Hero", que você pode ver o videoclipe no YouTube. Apesar do EP ter sido lançado em 2009, foi gravado em 2008, quando Luke tinha 13 anos.
Sua irmã Gracie também apareceu no cinema, mas foi como figurante no filme "Hannah Montana: O Filme". Gracie apareceu dançando a música "Hoedown Throwdown" e pode ser vista várias vezes durante a cena.

## Filmografia
| Ano  | Título original                                       | Título no Brasil                  | Título em Portugal              | Personagem                                 | Notas                                                       |
| ---- | ----------------------------------------------------- | --------------------------------- | ------------------------------- | ------------------------------------------ | ----------------------------------------------------------- |
| 2002 | We Were Soldiers                                      | br: Fomos Heróis                  | pt: Fomos Soldados              | David Moore                                |                                                             |
| 2002 | Concrete Angel                                        | —                                 | —                               | Boy / Angel                                | Videoclipe de Martina McBride                               |
| 2002 | Family Affair                                         | br: Encrencas em Família          | —                               | Jody Davis                                 | Seriado televisivo 2 episódios                              |
| 2005 | Because of Winn-Dixie                                 | br: Meu Melhor Amigo              | pt: Por causa de Winn-Dixie     | Stevie Dewberry                            |                                                             |
| 2006 | How to Eat Fried Worms                                | br: Zoando na Escola              | pt: Ou Comes... Ou Levas        | William "Billy" Forrester (Garoto Minhoca) | Maior Reconhecimento                                        |
| 2008 | Minutemen                                             | br: Minutemen: Viajantes do Tempo | pt: Minutemen: Viagens do tempo | Charlie Tuttle                             | Filme para Televisão                                        |
| 2008 | Dog Gone                                              | br: Confusão pra Cachorro         | pt: Uma Jóia de Cão             | Owen                                       | Reconhecido como: Diamond Dog Caper                         |
| 2008 | Mostly Ghostly                                        | br: Fantasmas à Solta             | —                               | Nicky                                      |                                                             |
| 2008 | The Word of Promise ® Next Generation - New Testament | —                                 | —                               | Mark                                       | CD Bíblico de áudio                                         |
| 2010 | Dear John                                             | br: Querido John                  | pt: Juntos ao Luar              | Alan Wheddon (com 14 anos)                 |                                                             |
| 2012 | Girl Vs. Monster                                      | br: Skylar: A Garota Destemida    | pt: Skylar contra Monstros      | Ryan Dean                                  | Filme para Televisão                                        |
| 2012 | See Dad Run                                           | br: Papai em Apuros               | —                               | Matthew Pearson                            | Seriado televisivo 02 episódios                             |
| 2013 | Good Luck Charlie                                     | br: Boa Sorte, Charlie!           | pt: Boa Sorte, Charlie!         | Beau Landry                                | Finalizado                                                  |
| 2013 | Ravenswood                                            | br: Ravenswood                    | pt: Ravenswood                  | Dillon                                     | Finalizado                                                  |
| 2014 | Cloud 9                                               | br: Cloud 9: Desafio Final        | pt: Cloud 9                     | Will Cloud                                 | Ator Principal junto com Dove Cameron - Snowboarders        |
| 2014 | Field Of Lost Shoes                                   | —                                 | —                               | John Wise                                  | Lançado                                                     |
| 2014 | The Goldbergs                                         | br: The Goldbergs                 | pt: The Goldbergs               | Bruce                                      | 1 episódio                                                  |
| 2014 | R.L. Stine's The Haunting Hour                        | br: The Haunting Hour: A Série    | pt: The Haunting Hour: A Série  | Ted                                        | 1 episódio                                                  |
| 2015 | CSI: Crime Scene Investigation                        |                                   |                                 | Axel Vargas                                | TV - Episodio "Under My Skin".                              |
| 2016 | Girls Meets World                                     |                                   |                                 | Thor                                       | TV - Episódios: "Girl Meets High School: Partes Um e Dois". |
| 2018 | Life of the Party                                     | Alma da Festa                     |                                 | Dee-Rock                                   | Filme para cinema                                           |
| 2019 | Grand Isle                                            |                                   |                                 | Buddy                                      |                                                             |

## Prêmios e Indicações
| Prêmios | Prêmios   | Prêmios             | Prêmios                                                                   | Prêmios          |
| Ano     | Resultado | Premiação           | Categoria                                                                 | Título           |
| ------- | --------- | ------------------- | ------------------------------------------------------------------------- | ---------------- |
| 2007    | Venceu    | Young Artist Awards | Melhor Elenco Jovem                                                       | Zoando na Escola |
| 2009    | Indicado  | Young Artist Awards | Melhor Performance em um filme de TV, Minissérie ou Especial - Ator Jovem | Minutemen        |

## Discografia
| Ano  | Álbum                                    | Notas                                                                      |
| ---- | ---------------------------------------- | -------------------------------------------------------------------------- |
| 2009 | "Let Your Love Out"                      | E.P com cinco músicas Lançamento: 05 de janeiro de 2009                    |
| 2010 | "iShine - All Starz 2010"                | Canção: "Everyday Hero" Lançamento: 2010                                   |
| 2010 | "iShine - All Starz VOL.01"              | Canção: "Let Your Love Out" Lançamento: 2010                               |
| 2012 | "Make Your Mark - Ultimate Playlist"     | Canção: "Had Me @ Hello" Lançamento: 16 de outubro de 2012                 |
| 2014 | "Cloud 9 (Original TV Movie Soundtrack)" | Canção: "Cloud 9 (feat. Dove Cameron)" Lançamento: 11 de janeiro de 2014   |
| 2014 | "Disney Channel's Play It Loud"          | Canção: "Cloud 9 (feat. Dove Cameron)" Lançamento: 11 de fevereiro de 2014 |